# Adelo (rei)
Adelo, conhecido como Adils (em nórdico antigo: Aðils; em sueco: Adils; em inglês: Eadgils; em latim: Adelus), foi um rei lendário da Suécia no século VI.
Está referido como "Aðils" na Ynglingatal do historiador islandês Tjodolfo de Hvinir do século IX, e como "Aðils" na Saga dos Inglingos do historiador islandês Snorri Sturluson do século XIII. No poema anglo-saxão Beowulf há uma personagem chamada   "Eadgils" (Eadgilse, em anglo-saxão) que parece ser uma mistura dos reis nórdicos "Egil" e "Adils".
Teria pertencido à Casa dos Inglingos, sendo filho do rei Ótaro Corvo de Madeira e pai do rei Ósteno.
Segundo o cronista islandês Snorri Sturluson do século XIII, Adils matou o rei Alo com a ajuda dos Gotas, obtendo assim o trono da Svitjod. Participou em várias expedições "viking", entre as quais uma à Saxónia, onde capturou uma bela escrava de nome Yrsa com quem casou. Algum tempo depois, Svitjod foi atacada pelo rei Helge, que tomou Yrsa e a levou consigo, tendo com ela um filho chamado Rolf Krake. Passados mais uns anos, Yrsa ficou a saber que era filha do próprio rei Helge, tendo então voltado para Svitjod. Mais tarde, Adils caiu do seu cavalo em Velha Uppsala e bateu com a cabeça numa pedra, tendo morrido desta forma aparatosa. Segundo uma lenda, está sepultado num dos três Montes de Uppsala.